# Leptoglossis albiflora
Leptoglossis albiflora är en potatisväxtart som först beskrevs av George Johnston, och fick sitt nu gällande namn av A.T.Hunziker och R.Subils. Leptoglossis albiflora ingår i släktet Leptoglossis och familjen potatisväxter. Inga underarter finns listade i Catalogue of Life.